# 圣吉拉·玛奇拉堂
圣吉拉‧玛奇拉堂（chiesa di San Gerardo Maiella）是一座罗马天主教教堂，位于罗马普雷内斯提诺-拉比卡诺新城分区的Via Romolo Balzani。

## 历史
它由建筑师Aldo Aloysi建于1980-1981年，于1982年3月25日由枢机Ugo Poletti祝圣。
这个堂区成立于1978年4月20日 由枢机Ugo Poletti Vicar 下令.1994年11月26日由若望保禄二世封为领衔堂区.

## 枢机列表
- 卡吉米日·施维亚泰克  1994 –  2011
- 鲁文·萨拉萨尔·戈麦斯  2012 –